# INNOCENCE (藍井エイルの曲)
「INNOCENCE」（イノセンス）は、藍井エイルの楽曲。彼女の3枚目のシングルとして2012年11月21日にSME Recordsから発売された。

## 概要
前作『AURORA』から約2か月でのリリースとなる2012年2作目のシングル。表題曲「INNOCENCE」は、テレビアニメ『ソードアート・オンライン』フェアリィ・ダンス編のオープニングテーマに起用された。
販売形態は初回限定盤・通常盤・期間限定盤の3種リリースで、初回限定盤と期間限定盤にはDVDが同梱されており、前者が表題曲のPVおよびメイキング映像、後者がフェアリィ・ダンス編のノンクレジットオープニングとなっている。期間限定盤のディスクジャケットには、キリトのイラストが描かれている。
また、11月3日には早稲田大学アニメ声優会のイベント『早稲田 de エイ エイ ルー!』に出演し、表題曲を熱唱した。

## チャート成績
11月7日付けデイリーランキングでは「mora」、ドワンゴの「超!アニメロ」「アニメロ」、「レコチョクアニメ/ゲーム・フル」の4つの配信サイトで全てデイリー1位を獲得した。12月3日付オリコン週間シングルランキングでは6位を獲得し、1枚目のシングル『MEMORIA』で初週売り上げ1.4万枚を上回る2.5万枚で自己最高記録を更新した。その後、4.8万枚まで伸び2016年現在シングル売上としては過去最高を記録している。

## 批評
Billboard JAPANの武川春奈は、「色鮮やかに響きあうサウンドスケープも美しく、凛とした力強さを放つ彼女にピッタリの作品。」と評した。

## 収録曲

### 初回限定盤・通常盤
1. INNOCENCE [4:37]
作詞：Eir・重永亮介、作曲：重永亮介、編曲：下川佳代・重永亮介
テレビアニメ『ソードアート・オンライン』フェアリィ・ダンス編オープニングテーマ
デビュー前に書かれた曲で、夢を諦めずに「走り続ける大切さ」がテーマになっている。また、サビの部分は「突き抜けるイメージ」で歌ったという[6]。
2. Velvet Tears [4:32]
作詞：rino、作曲・編曲：黒須克彦
北欧神話のオーディンをテーマとした「がむしゃらな曲」に仕上がっている[6]。
3. last forever [4:41]
作詞：杉恵ゆりか、作曲：Eir、編曲：安瀬聖
4. INNOCENCE（Instrumental）

DVD（初回限定盤のみ）
1. INNOCENCE（Music Video）
2. The Making of"INNOCENCE"

### 期間限定盤
1. INNOCENCE [4:37]
2. Velvet Tears [4:33]
3. dear brightness [4:39]
作詞：mao、作曲：安田史生、編曲：新井弘毅
4. INNOCENCE（TV Size Ver.） [1:29]

DVD
1. INNOCENCE -SWORD ART ONLINE non-credit opening-

## 楽曲の収録アルバム
| 曲名      | アルバム | 発売日        | 備考               |
| --------- | -------- | ------------- | ------------------ |
| INNOCENCE | 『BLAU』 | 2013年1月30日 | オリジナルアルバム |